# Hermann Brück

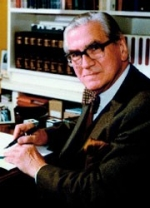
Hermann Brück (1905-2000), astrónomo escocés, nacido en Alemania.

Hermann Alexander Brück (15 de agosto de 1905 en Berlín, Alemania — 4 de marzo de 2000 en Edimburgo, Escocia) fue un astrónomo de origen alemán que pasó gran parte de su carrera en Reino Unido.

## Educación
Sus padres fueron Hermann Heinrich y Margaret Heinrich. Fue educado en el Gimnasio Kaiserin Augusta en Charlottenburg, Berlín, una escuela especializada en los idiomas clásicos (latín y griego), donde tuvo excelentes profesores en matemática y física. Brück, de 1924 a 1928, fue educado en la Universidad de Kiel, la Universidad de Bonn, y la Universidad de Múnich. Su trabajo doctoral en la mecánica ondulatoria de los cristales estaba bajo la supervisión de Arnold Sommerfeld. Su interés por la astronomía fue adquirida a principios de la vida, y volvió su atención a la espectroscopía astronómica. Se le concedió el doctorado en Múnich en 1928.